# Спортивна гімнастика на літніх Олімпійських іграх 2024 — вільні вправи (чоловіки)
Змагання зі спортивної гімнастики у вільних вправах серед чоловіків на літніх Олімпійських іграх 2024 відбулися 3 серпня 2024 року в АккорГотелс Арені.

## Передісторія
Це була 26-та поява цієї дисципліни на Олімпійських іграх. Її проводили щоразу, коли були змагання в окремих вправах. Їх не було в 1900, 1908, 1912 і 1920 роках.

## Формат змагань
Гімнасти, що посіли перші 8 місць у цій вправі у кваліфікаційному раунді (але щонайбільше 2 від НОК) виходять до фіналу. У фіналі гімнаст знову має виконати вправу на коні, а оцінки кваліфікаційного раунду не враховуються.

## Результати

### Кваліфікація
| Місце | Гімнаст                | Оц. скл. | Оц. вик. | Штр. | Загалом | Qual. |
| ----- | ---------------------- | -------- | -------- | ---- | ------- | ----- |
| 1     | Джейк Джерман (GBR)    | 6,6      | 8,366    |      | 14,966  | Q     |
| 2     | Карлос Юло (PHI)       | 6,3      | 8,466    |      | 14,766  | Q     |
| 3     | Райдейлей Сапата (ESP) | 6,3      | 8,300    |      | 14,600  | Q     |
| 4     | Ілля Ковтун (UKR)      | 6,2      | 8,333    |      | 14,533  | Q     |
| 5     | Люк Вайтхаус (GBR)     | 6,5      | 8,033    |      | 14,533  | Q     |
| 6     | Чжан Бохен (CHN)       | 6,1      | 8,366    |      | 14,466  | Q     |
| 7     | Артем Долгопят (ISR)   | 6,4      | 8,066    |      | 14,466  | Q     |
| 8     | Мілад Карімі (KAZ)     | 6,3      | 8,133    |      | 14,433  | Q     |
| 9     | Ока Шинносуке (JPN)    | 5,8      | 8,533    |      | 14,333  | R1    |
| 10    | Руй Сангуюн (KOR)      | 6,6      | 7,666    |      | 14,266  | R2    |
| 11    | Жоель Плата (ESP)      | 5,7      | 8,466    |      | 14,166  | R3    |

Резервісти
Резервісти на фінал у вільних вправах серед чоловіків:
1.  Ока Шинносуке (JPN)
2.  Руй Сангуюн (KOR)
3.  Жоель Плата (ESP)

### Фінал
| Місце | Гімнаст                | Оц. скл. | Оц. вик. | Штр. | Загалом |
| ----- | ---------------------- | -------- | -------- | ---- | ------- |
| 1     | Карлос Юло (PHI)       | 6,6      | 8,400    |      | 15,000  |
| 2     | Артем Долгопят (ISR)   | 6,4      | 8,566    |      | 14,966  |
| 3     | Джейк Джерман (GBR)    | 6,6      | 8,333    |      | 14,933  |
| 4     | Ілля Ковтун (UKR)      | 6,2      | 8,333    |      | 14,533  |
| 5     | Мілад Карімі (KAZ)     | 6,3      | 8,200    |      | 14,500  |
| 6     | Люк Вайтхаус (GBR)     | 6,3      | 8,166    |      | 14,466  |
| 7     | Райдейлей Сапата (ESP) | 6,2      | 8,233    | -0,1 | 14,333  |
| 8     | Чжан Бохен (CHN)       | 6,1      | 8,133    | -0,3 | 13,933  |